# Františka Šimegová
Františka Šimegová (23. března 1923 – 2000) byla slovenská a československá bezpartijní politička, poslankyně Slovenské národní rady a Sněmovny národů Federálního shromáždění za normalizace.

## Biografie
Ve volbách roku 1964 se stala poslankyní Slovenské národní rady. Profesí byla dělnice. Zasedala ve výboru pro národnosti SNR.
Po provedení federalizace Československa usedla v lednu 1969 do Sněmovny národů Federálního shromáždění. Nominovala ji Slovenská národní rada. Ve federálním parlamentu setrvala do konce funkčního období, tedy do voleb roku 1971.